# Clementina Black
Pour les articles homonymes, voir Black.
Clementina Maria Black (27 juillet 1853 - 19 décembre 1922) est une écrivaine britannique, féministe et syndicaliste pionnière, étroitement liée aux socialistes marxistes et fabiens. Elle a œuvré pour les droits des femmes au travail et pour le droit de vote des femmes.

## Jeunesse
Clementina Black est née à Brighton, l'une des huit enfants de l'avocat, greffier et coroner de Brighton, David Black (1817–1892), fils d'un architecte naval du tsar Nicolas Ier de Russie, et de sa femme, Clara Maria Patten (1825–1875), fille d'un portraitiste de la cour . Elle fait ses études à la maison, au 58 Ship Street, Brighton  principalement avec sa mère, et parle couramment le français et l'allemand .
En 1875, la mère de Clementina meurt d'une rupture causée par les efforts pour soulever son mari invalide, qui a perdu l'usage de ses deux jambes. Clementina, en tant que fille aînée, est laissée avec la charge d'un père invalide et de sept frères et sœurs, ainsi que d'un travail d'enseignante. Ses frères et sœurs sont le mathématicien Arthur Black et la traductrice Constance Garnett . Elle et ses sœurs déménagent dans les années 1880 à Fitzroy Square à Londres, où elle passe son temps à étudier les problèmes sociaux, à faire des travaux littéraires et à donner des conférences sur la littérature du XVIIIe siècle.

## Militantisme
Black fait la connaissance de socialistes marxistes et fabiens, comme Olive Schreiner, Dolly Maitland Ratford et Richard Garnett du British Museum . Elle est également une amie de la famille Marx, notamment Eleanor Marx . Elle est impliquée pendant une longue période dans les problèmes des femmes de la classe ouvrière et du mouvement syndical naissant. En 1886, elle devient secrétaire honoraire de la Women's Trade Union League et propose une motion sur l'égalité de rémunération au Trades Union Congress de 1888. En 1889, elle participe à la création de la Women's Trade Union Association, qui devient plus tard le Women's Industrial Council.
Elle est parmi les organisateurs de la grève de Bryant et May en 1888. Elle est également active au sein de la Fabian Society. En 1895, elle devient rédactrice en chef de Women's Industrial News, le journal du Women's Industrial Council, qui encourage les femmes de la classe moyenne à faire des recherches et à rendre compte des conditions de travail des femmes les plus pauvres et, en 1914, enquête sur près de 120 métiers . En 1896, elle commence à faire campagne pour un salaire minimum légal dans le cadre de la Ligue des consommateurs et reconnue comme étant impliquée dans le conflit industriel de Bryant & May Match Company  où les travailleuses exploitées ont finalement pris des mesures .
Au début des années 1900, Black est également active dans la campagne naissante pour le suffrage des femmes, devenant la secrétaire honoraire du Women's Franchise Declaration Committee, qui recueille une pétition de 257 000 signatures . Black rejoint la National Union of Women's Suffrage Societies (NUWSS) et la London Society of Women's Suffrage. En 1912-1913, Black est rédactrice en chef par intérim de The Common Cause , «l'organe du mouvement des femmes pour la réforme», utilisant sa plume plutôt que l'action directe (contrairement aux suffragettes militantes) pour influencer le changement .

## Écrits
Le premier roman de Black sur sept, A Sussex Idyl [sic], est publié en 1877. An Agitator (1894) concerne un meneur de grève socialiste. Il est décrit par Eleanor Marx comme "un récit réaliste du mouvement ouvrier britannique". Ses autres sont apolitiques, le dernier, The Linleys of Bath (1911), étant parmi les plus réussis ,.
Les deux ouvrages politiques de Black, Sweated Industry and the Minimum Wage (1907) et Makers of our Clothes: a Case for Trade Boards (conjointement avec C. Meyer, 1909) sont qualifiés de "puissants ouvrages de propagande" .

## Vie privée
Clementina Black est restée célibataire. Elle accueille chez elle sa nièce Gertrude Speedwell, après que le père de la fille, le frère de Clementina, Arthur, ait assassiné sa femme et son fils, puis se soit suicidé . Elle est décédée chez elle à Barnes, Surrey, le 19 décembre 1922 et est enterrée au cimetière East Sheen, à Londres,.